# Can Serra (la Molsosa)
Can Serra és una masia situada al municipi de la Molsosa, a la comarca catalana del Solsonès. La primera referència de la que se'n té constància és de l'any 1553., en aparèixer en els fogatges de la contrada.
Està situada a 782 m d'altitud, al límit nord del municipi i al cim d'un turó. Limita amb la serra d'Albesa al nord, la serra del Pal a l'est i el torrent Sec al sud. Ubicada al costat de la carretera que enllaça Enfesta i Prades, es troba adossada a Can Jubert. Just al nord, dins la serra amb la que limita, hi trobem el cim de les Eretes.

## Descripció
És una masia de planta irregular, que ha sofert diverses modificacions i ampliacions, l'última als anys vuitanta. És de construcció tradicional amb parets de pedra, actualment arrebossades, i petites obertures. Trobem a la façana una llinda de la porta principal de 1834, no sent aquesta originària. A l'interior trobem una nova paret que en el seu dia podria haver estat la façana original amb una llinda datada de 1781 donant lloc possiblement a un baluard de defensa com a fortificació del que possiblement havia estat inicialment el conjunt de les dues masies que tenim. Envoltada per cossos auxiliars destinats a coberts, garatges i edificacions d'explotació agrària i ramadera.